# Felipe Ferreira
Felipe Ferreira de Moraes Honório (* 22. September 1988 in Rio de Janeiro) ist ein brasilianischer Fußballspieler.

## Karriere
Seinen ersten Vertrag unterschrieb Felipe Ferreira 2009 beim brasilianischen Verein Volta Redonda FC in Volta Redonda. 2011 verließ er Brasilien und wechselte nach Thailand. Hier unterschrieb er 2011 einen Vertrag beim Erstligisten Police United aus Bangkok. In der Thai Premier League absolvierte er bis 2013 24 Spiele für Police. 2014 ging er nach Sattahip und schoss sich Siam Navy FC an. Der Verein spielte in der Zweiten Liga, der Thai Premier League Division 1. Am Ende der Saison belegte er mit der Navy den dritten Tabellenplatz und stieg somit in die Erste Liga auf. Zum Zweitligisten Sukhothai FC nach Sukhothai ging er 2015. Mit dem Club wurde er ebenfalls Dritter der Zweiten Liga und stieg wieder in die Thai Premier League auf. In 33 Spielen schoss er 25 Tore für Sukhothai. Nach der Saison verließ er Sukhothai und wechselte zu seinem ehemaligen Club Navy FC. Hier konnte er den Erwartungen nicht entsprechen und wurde Mitte 2016 zur Rückserie an den Zweitligisten Chiangmai FC ausgeliehen. Trat FC, ein Zweitligist aus Trat, nahm ihn die Saison 2017 unter Vertrag. Nach Beendigung der Vertragslaufzeit wurde der Vertrag Ende 2017 nicht verlängert. Seit Dezember 2017 ist Ferreira vereinslos.

## Auszeichnungen
Thai Premier League Division 1
- Torschützenkönig: 2015